# Wolfgang Marius
Wolfgang Marius SOCist (* 18. Oktober 1469 in Oberdorfbach bei Passau als Lucas Marius; † 11. Oktober 1544 in Aldersbach) war Abt der Zisterzienserabtei Aldersbach, Niederbayern und Humanist.

## Leben
Der 33. Abt des Klosters Aldersbach, Wolfgang Marius, wurde 1469 als Sohn eines Flickschusters geboren. In der Taufe erhielt er den Namen Lukas. Sein Familienname lautete ursprünglich Mayer (Mayr oder Mair). 1490 trat er als Novize in die Abtei Aldersbach ein. Zum Studium wird er nach Heidelberg geschickt (1493–1497). Am 22. Oktober 1497 empfing er in Passau die Priesterweihe. Zunächst wirkte er in Aldersbach als Pfarrvikar und als Privatsekretär und Hauskaplan seines Abtes Simon. Er kam anschließend als Prediger nach Kößlarn und 1504 als Pfarrvikar nach Rotthalmünster. Am 2. Juni 1514 wurde Wolfgang Marius zum Abt des verschuldeten Klosters gewählt. Innerhalb von drei Jahren konnte er die Schulden tilgen und die vernachlässigten Gebäude wieder instand setzen. Er baute das Krankenhaus, Dormitorium, Mühle und Stallungen neu.
Seine Amtszeit war eine Krisenzeit in der Geschichte des christlichen Mönchtums, weil viele Klöster durch das Wirken Martin Luthers aufgehoben, verlassen oder zerstört wurden. Marius galt als vorbildlicher Abt, in Disziplin und Bildung war er tadellos. Man sieht in ihm einen niederbayerischen Klosterhumanisten, der Kontakte u. a. zu Johannes Turmayr, genannt Aventinus unterhielt. Er versuchte, sein Kloster und die übrigen bayerischen Zisterzienserklöster durch die Wirren der Reformationszeit zu bringen.
In der schwierigen Zeit der Reformation konnte er sein Kloster geistig erneuern. Größer ist aber seine Bedeutung als Dichter und Schriftsteller. Zum Teil in Latein und in Versform schreibt er über den Landshuter Erbfolgekrieg und eine umfangreiche Klostergeschichte. Er überarbeitet und ergänzt die Passauer Bischofschronik. Auch eine Erklärung der Regel des hl. Benedikt stammt aus seiner Feder.